# Tachyporus obtusus
Espèce
Tachyporus obtusus est une espèce de petits coléoptères de la famille des Staphylinidae, d'environ 5 mm de long, aux élytres courtes.
Ce coléoptère est un prédateur, notamment de pucerons.